# Pentyle
 (mars 2025).
Si vous disposez d'ouvrages ou d'articles de référence ou si vous connaissez des sites web de qualité traitant du thème abordé ici, merci de compléter l'article en donnant les références utiles à sa vérifiabilité et en les liant à la section « Notes et références ».

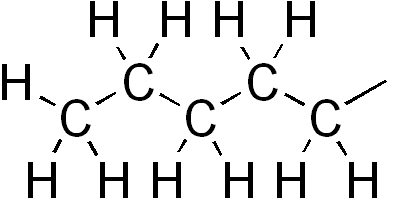
Structure du radical n-pentyle.

Le pentyle est un radical alkyle à cinq atomes de carbone de formule -C5H11 dérivé du pentane. Dans la littérature ancienne et dans le nom courant de certaines molécules, on retrouve à la place de pentyle son synonyme non systématique, amyle.
Un groupe cyclopentyle est un cycle de formule -C5H9.

## Exemples
- pentanol (alcool amylique)
- pentanoate de pentyle
- pentylamine
- acétate d'amyle
- 2,4 MCPA ester d'amyle